# Anne-Lise Bardet
Anne-Lise Bardet (n. 18 noiembrie 1974, Oyonnax, Rhône-Alpes, Franța) este o caiacistă ce a reprezentat Franța, medaliată olimpică. A participat la o ediție a Jocurilor Olimpice (2000) în care a câștigat o medalie de bronz.

## Participări
Lista de mai jos prezintă principalele competiții la care a participat Anne-Lise Bardet de-a lungul carierei.
- canoeing at the 2000 Summer Olympics – women's slalom K-1[*]